# سرپیشین
سرپیشین یا رأس پیکر پیشین (آلفا دوپیکر، alpha Geminorum، Castor) دومین ستارهٔ درخشان صورت فلکی دوپیکر است.
سرپیشین یک جفت‌ستاره از قدر ۱/9 است که سر یکی از دو پیکر را نشان می‌دهد.